# Сольватований електрон
Сольвато́ваний електро́н — незв'язаний електрон у розчині, найменший і найлегший аніон. Зазвичай позначається {\displaystyle e_{solv}^{-}}. У випадку, коли розчинником є вода, сольватований електрон називають також гідратованим і позначають {\displaystyle e_{aq}^{-}}.
Найчастіше сольватовані електрони виникають в розчинах лужних металів у амоніаку, надаючи їм характерного, зазвичай блакитного, забарвлення.
Гідратовані електрони важливі у радіаційній хімії. Вони виникають при опроміненні води і мають високу хімічну активність. Стандартний електродний потенціал гідратованого електрона дорівнює 2,7 В — найвищий із усіх хімічних агентів. При сольвації дипольні моменти молекул розчинника розвертаються до електрона, утворюючи для нього потенціальну яму з радіусом 0,3 нм. Відповідно, в спектрі поглинання виникає лінія з довжиною хвилі 700 нм.